# James Pantemis
James Pantemis  (tiếng Hy Lạp: Τζέιμς Παντέμης; sinh ngày 21 tháng 2 năm 1997) là một cầu thủ bóng đá chuyên nghiệp người Canada thi đấu ở vị trí thủ môn cho CF Montréal và đội tuyển quốc gia Canada.